# Осюков Григорій Лаврентійович
Григорій Лаврентійович Осюков (рос. Григорий Лаврентьевич Осюков; нар. 1919 — пом. ?) — радянський воєначальник, генерал-майор РВСП.

## Життєпис
Народився в селі Чешегора (нині — Пінезький район, Архангельська область, РФ) в селянській родині. Росіянин.
До лав РСЧА призваний Жовтневим РВК міста Архангельська в листопаді 1939 року.
Учасник німецько-радянської війни з червня 1941 року. Воював на Південному, Північно-Західному, Брянському, 1-у і 2-у Прибалтійських, Калінінському й Ленінградському фронтах. Член ВКП(б) з 1943 року. Обіймав посаду помічника начальника штабу 824-го гаубичного артилерійського полку 35-ї гаубичної артилерійської бригади 15-ї артилерійської дивізії прориву РГК. В серпні 1941 року був поранений в руку.
В липні 1957 року полковник Г. Л. Осюков призначений командиром 7-ї гвардійської мінометної бригади. З 30 вересня 1959 року командував 15-ю гвардійською інженерною бригадою РВГК, а з 7 жовтня 1960 по 31 березня 1966 року — командир 33-ї ракетної дивізії.
Помер внаслідок інсульту. Похований, згідно з заповітом, у рідному селі.

## Нагороди
Нагороджений двома орденами Вітчизняної війни 1-го ступеня (11.07.1944, 11.03.1985), чотирма орденами Червоної Зірки (16.08.1943, 19.02.1944, …) й медалями.